# Detective Conan: La investigación de Mirapolis
Detective Conan: La investigación de Mirapolis es un videojuego para la consola Wii de la serie Detective Conan, cuya fecha de salida en Japón fue en el año 2007. En España el videojuego salió al mercado en febrero de 2009, gracias a la empresa francesa Nobilis. El juego está completamente en 3D.

## Argumento
Conan, protagonista de la serie japonesa de detectives, se traslada junto con Ran y el detective Kogoro Mouri a la inauguración del parque de atracciones Mirápolis. Sus amigos, miembros de la Liga Juvenil de Detectives (Ayumi, Genta, Mitsuhiko y Haibara) les acompañan en esta aventura sorprendente.
En la apertura de las instalaciones sucede un asesinato, lo que hace crear una cierta tensión entre el público. A lo cual se le agregarán otros sucesos, que sin duda aumentarán el pánico: asesinatos, personas sospechosas...

## Personajes
- Conan: Su verdadera identidad es la de Shinichi Kudo, un joven que fue envenenado y convertido en niño. Se va a vivir con su amiga Ran, donde deberá ayudar a su padre, el detective Kogoro Mouri, a resolver cientos de investigaciones. Posee una serie de inventos que les fabrica el profesor Agasa para luchar contra el crimen.

- Ran: Amiga de la infancia de Shinichi. Desconoce el secreto tras la identidad de Conan.

- Kogoro Mouri: Goza de una gran reputación gracias a Conan, pero en realidad es un detective pésimo. Recibe una invitación al parque Mirápolis, pero se ve obligado a llevarse a Conan, Ran y los detectives juveniles con él.

- Liga Juvenil de Detectives: La conforman Genta, Ayumi y Mitsuhiko. Ai Haibara forma parte de sus aventuras, aunque en realidad, al igual que Shinichi, encogió por culpa del veneno de la Organización.

- Heiji Hattori: Es el detective del oeste; amigo de Conan que conoce su secreto. Le ayudará con su investigación en el Mirápolis.

- Kazuha Toyama: Amiga de Heiji desde la infancia. Ran Mouri es su mejor amiga.

Al elenco de protagonistas habituales, también se unen varios huéspedes del Mirápolis y sus trabajadores.

## Desarrollo de la trama
El juego está dividido en cuatro niveles, donde suceden varios crímenes y misterios que Conan deberá desenmascarar. Podrás mover a este personaje libremente por el parque Mirápolis, al igual que utilizar sus inventos y la ayuda de sus amigos. Realiza las deducciones, busca pruebas, pregunta a la gente y acabarás por desenmarañar el misterio que se ciñe tras la inauguración del Mirápolis.